# Tassili
Tassili — пятый студийный альбом туарегско-берберской группы пустынного блюза Tinariwen, выпущенный 29 августа 2011 года на лейбле Anti Records. Он был записан в Тассилин-Адджер, алжирском национальном парке, в 2011 году. Альбом значительно отличается от их предыдущих записей. Продюсер Ян Бреннан заявил, что это «наименее перегруженный, наиболее живой, ориентированный на группу и песни альбом, который они делали».
Альбом получил положительные отзывы критиков и премию «Грэмми-2012» за лучший альбом этнической музыки (Best World Music Album).

## История
Альбом был записан во время трёхнедельной сессии в каменистой пустыне недалеко от Джанета, города на южной окраине плато Тассилин-Адджер на юго-востоке Алжира. Именно этот заповедный регион послужил основой для названия альбома. Плато послужило альтернативным местом для записи альбома после того, как Тесалит, родной город группы на севере Мали, оказался слишком опасным из-за возобновившегося конфликта.
Близость региона к Ливии сделала его местом относительно безопасного перехода для боевиков Kel Tamashek, которые отправлялись из лагерей беженцев в Ливии на фронт боевых действий на севере Мали в 1980-х и во время восстания туарегов в начале 1990-х. Именно в это время основатели группы впервые стали играть вместе в качестве политических изгнанников в палатках и у костров в поселениях беженцев.
Репетиции и запись альбома проходили так же, как и те оригинальные выступления.
«Мы хотели вернуться к нашим истокам, к опыту [изгнания]... Это были времена, когда мы сидели у костра, пели песни и передавали друг другу гитару. Tinariwen родились в том движении, в той атмосфере, поэтому то, что вы слышите на Tassili, - это ощущение ишумара»
Eyadou ag Leche, The New York Times
Нельс Клайн, гитарист американской альтернативной рок-группы Wilco, сыграл на первом треке, «Imidiwan Ma Tenam».
Альбом был смикширован Дэвидом Одлумом в студии Soyuz в Париже в феврале 2011 года и в студии Black Box в Анже (Франция) в марте 2011 года. Мастеринг был выполнен Джоном Голденом в студии Golden Mastering в Вентуре, Калифорния, в апреле 2011 года.

## Отзывы
| Совокупная оценка | Совокупная оценка |
| Источник          | Оценка            |
| ----------------- | ----------------- |
| Metacritic        | (80/100)          |
| Оценки критиков   |                   |
| Источник          | Оценка            |
| Antiquiet         | (5/5)             |
| Pitchfork         | (7.8/10)          |
| The Guardian      | [ 9 ]             |
| The Observer      | [ 10 ]            |
| Rolling Stone     | [ 11 ]            |
| Paste Magazine    | (8.2/10)          |
| Allmusic          | [ 13 ]            |
| Spin Magazine     | [ 14 ]            |
| Pop Matters       | [ 15 ]            |

Альбом получил положительные отзывы критиков. Боб Бойлен в рецензии на альбом для NPR Music заявил, что «Tinariwen — едва ли не лучшая гитарная рок-группа 21 века».
Элиза Гарднер из USA Today дала альбому 2,5 звезды из 4. На сайте Metacritic, который присваивает нормализованный рейтинг из 100 баллов рецензиям основных критиков, альбом получил 80 баллов на основе 37 рецензий, что означает «в целом благоприятные отзывы». Uncut поместил альбом под номером 18 в свой список 50 лучших альбомов 2011 года.
Mojo поместил альбом под номером 35 в список «50 лучших альбомов 2011 года».
12 февраля 2012 года альбом получил премию «Грэмми-2012» в номинации «Лучший альбом этнической музыки» (Best World Music Album).

## Список композиций
| №                   | Название                | Автор(ы)                                                        | Длительность |
| ------------------- | ----------------------- | --------------------------------------------------------------- | ------------ |
| 1.                  | «Imidiwan Ma Tenam»     | Ibrahim Ag Alhabib                                              | 4:41         |
| 2.                  | «Asuf D Alwa»           | Ibrahim Ag Alhabib                                              | 4:14         |
| 3.                  | «Tenere Taqhim Tossam»  | Ibrahim Ag Alhabib, Tunde Adebimpe, Kyp Malone, Eyadou Ag Leche | 4:13         |
| 4.                  | «Ya Messinagh»          | Ibrahim Ag Alhabib                                              | 5:30         |
| 5.                  | «Walla Illa»            | Ibrahim Ag Alhabib                                              | 4:54         |
| 6.                  | «Tameyawt»              | Ibrahim Ag Alhabib                                              | 4:39         |
| 7.                  | «Imidiwan Win Sahara»   | Ibrahim Ag Alhabib                                              | 3:45         |
| 8.                  | «Tamiditin Tan Ufrawan» | Ibrahim Ag Alhabib                                              | 3:04         |
| 9.                  | «Tiliaden Osamant»      | Ibrahim Ag Alhabib                                              | 3:26         |
| 10.                 | «Djeredjere»            | Liya Ag Ablil, Ahmed, Keddou Ag Ossad                           | 4:38         |
| 11.                 | «Iswegh Attay»          | Sanou Ag Ahmed                                                  | 5:50         |
| 12.                 | «Takest Tamidaret»      | Abdallah Ag Alhousseyni                                         | 4:41         |
| Общая длительность: | Общая длительность:     | Общая длительность:                                             | 53:30        |

Примечание: Специальное двухдисковое издание альбома включает бонусный диск с композициями «Djegh Ishilan», «El Huria Telitwar», «Kud Edazamin» и «Nak Ezzaragh Tinariwen».

## Персонал
Вся информация взята из примечаний к альбому.
- Ибрагим Аг Альхабиб — ведущий вокал и ведущая гитара (кроме трека 12)
- Абдаллах Аг Альхусейни — ведущий вокал и ведущая гитара (трек 12)
- Альхассан Аг Тухами — бэк-вокал (все треки)
- Eyadou Ag Leche — бас, гитара, перкуссия, бэк-вокал (все треки), ведущий вокал (трек 3)
- Элага Аг Хамид — гитара, бэк-вокал (все треки)
- Саид Аг Айад — перкуссия, бэк-вокал (все треки)
- Мохамад Аг Тахада — перкуссия, бэк-вокал (все треки)
- Мустафа Аг Ахмед — бэк-вокал (все треки)
- Арун Аг Альхабиб — гитара, бэк-вокал (трек 11)
- Кип Мэлоун — гитара (треки 3, 5, 11), вокал (треки 2, 11)
- Тунде Адебимпе — вокал (треки 3, 5, 7)
- Нельс Клайн — гитара (трек 1)
- Dirty Dozen Brass Band — рожки (трек 4)